# Briones

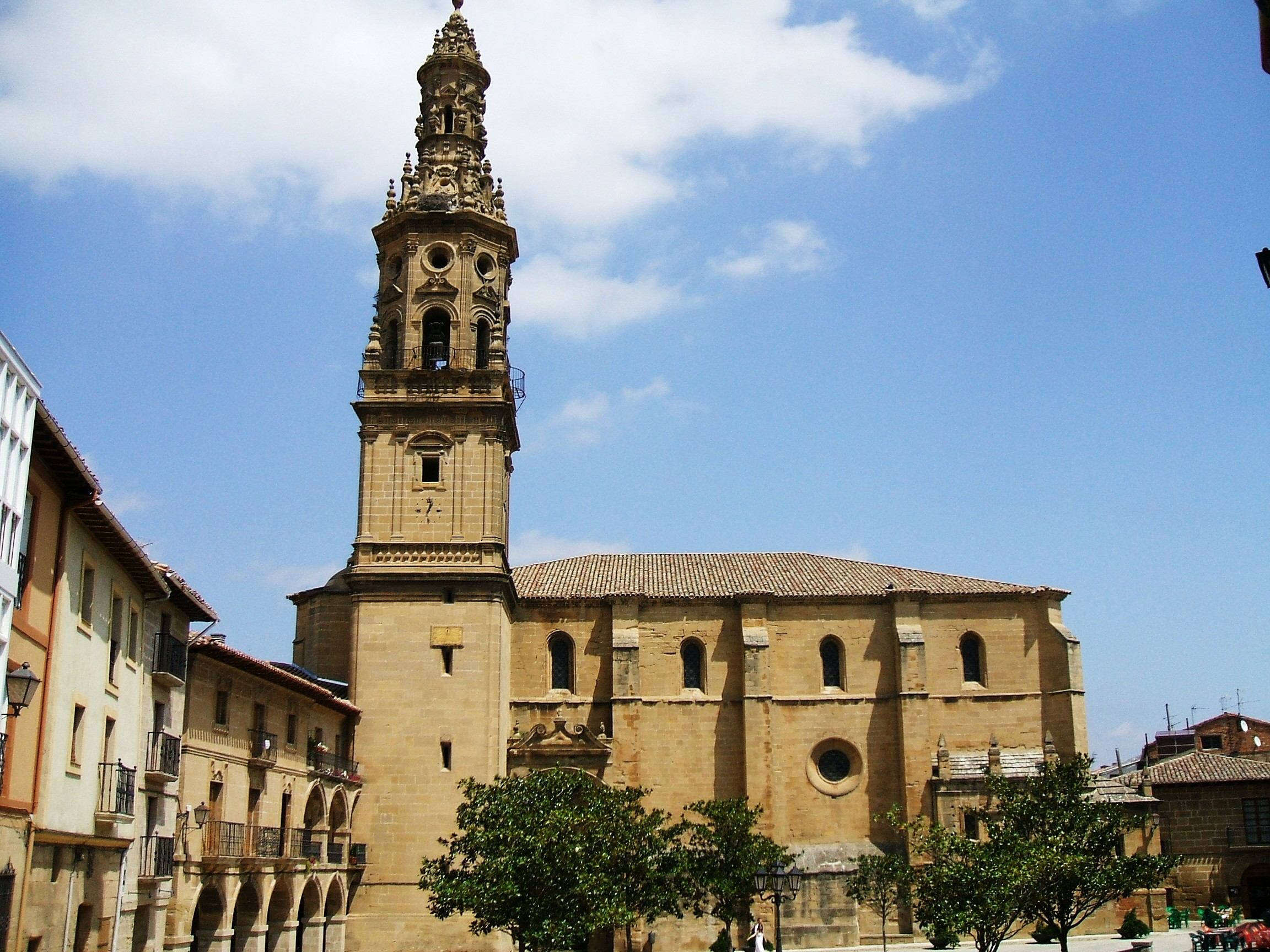
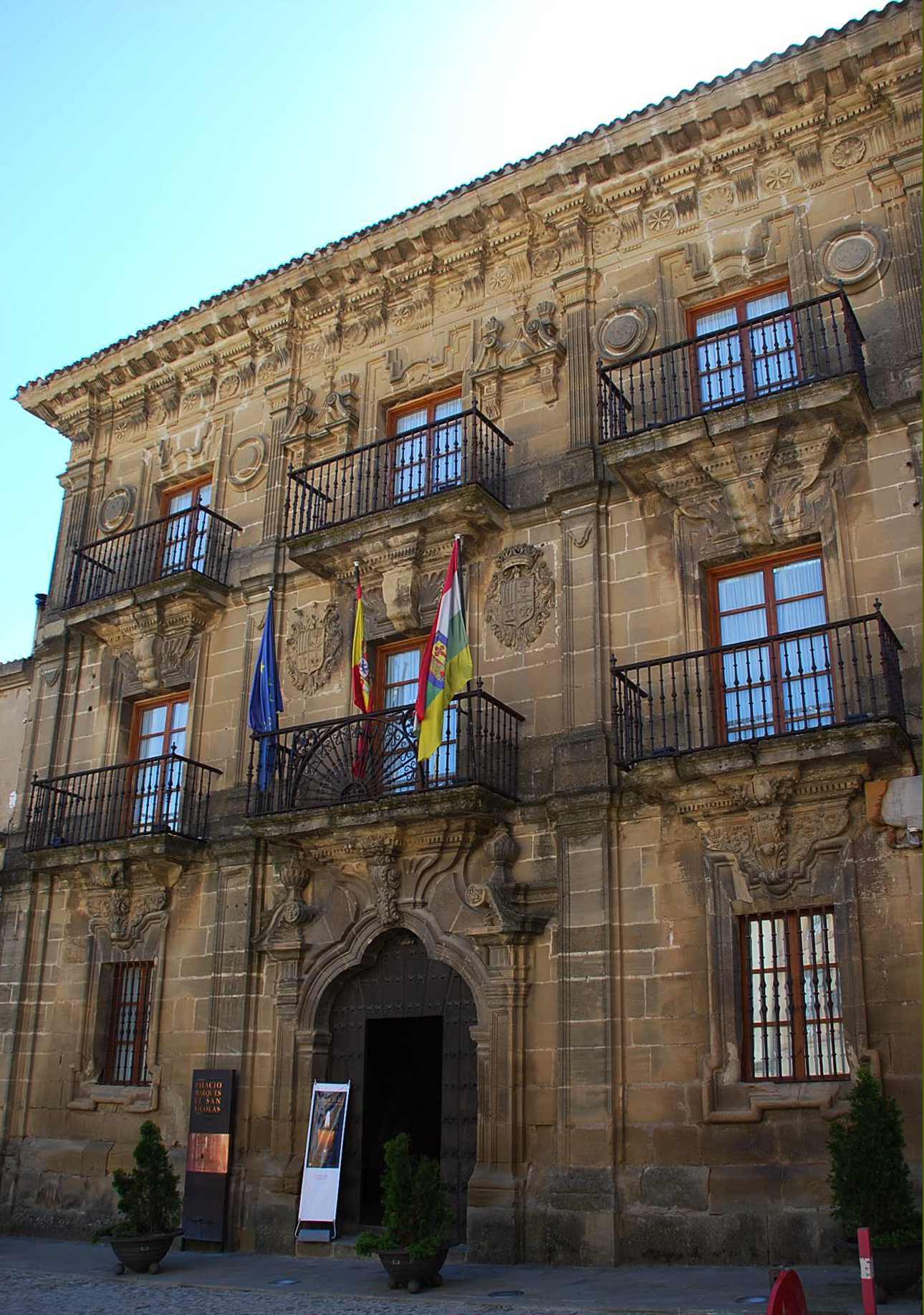
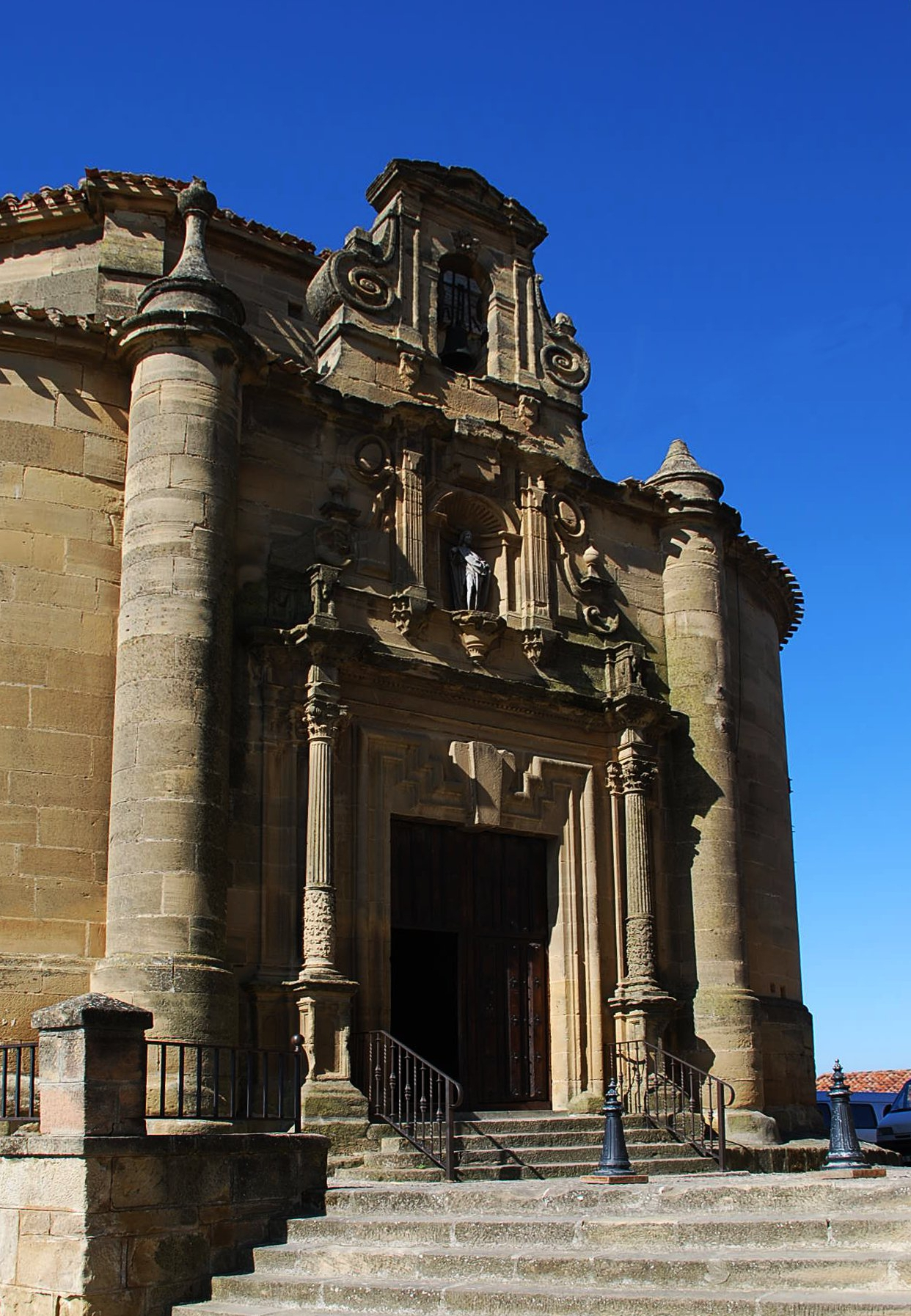
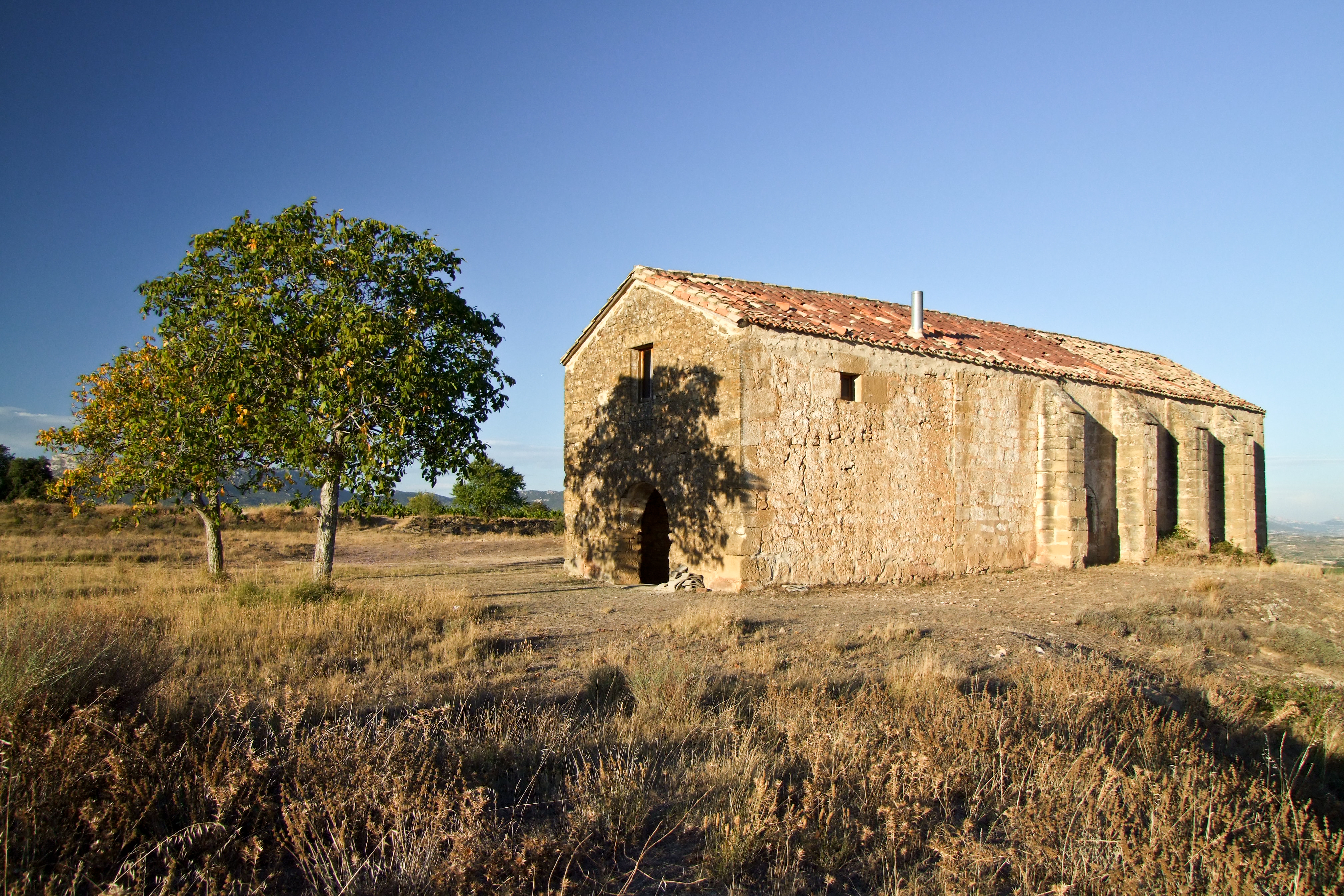
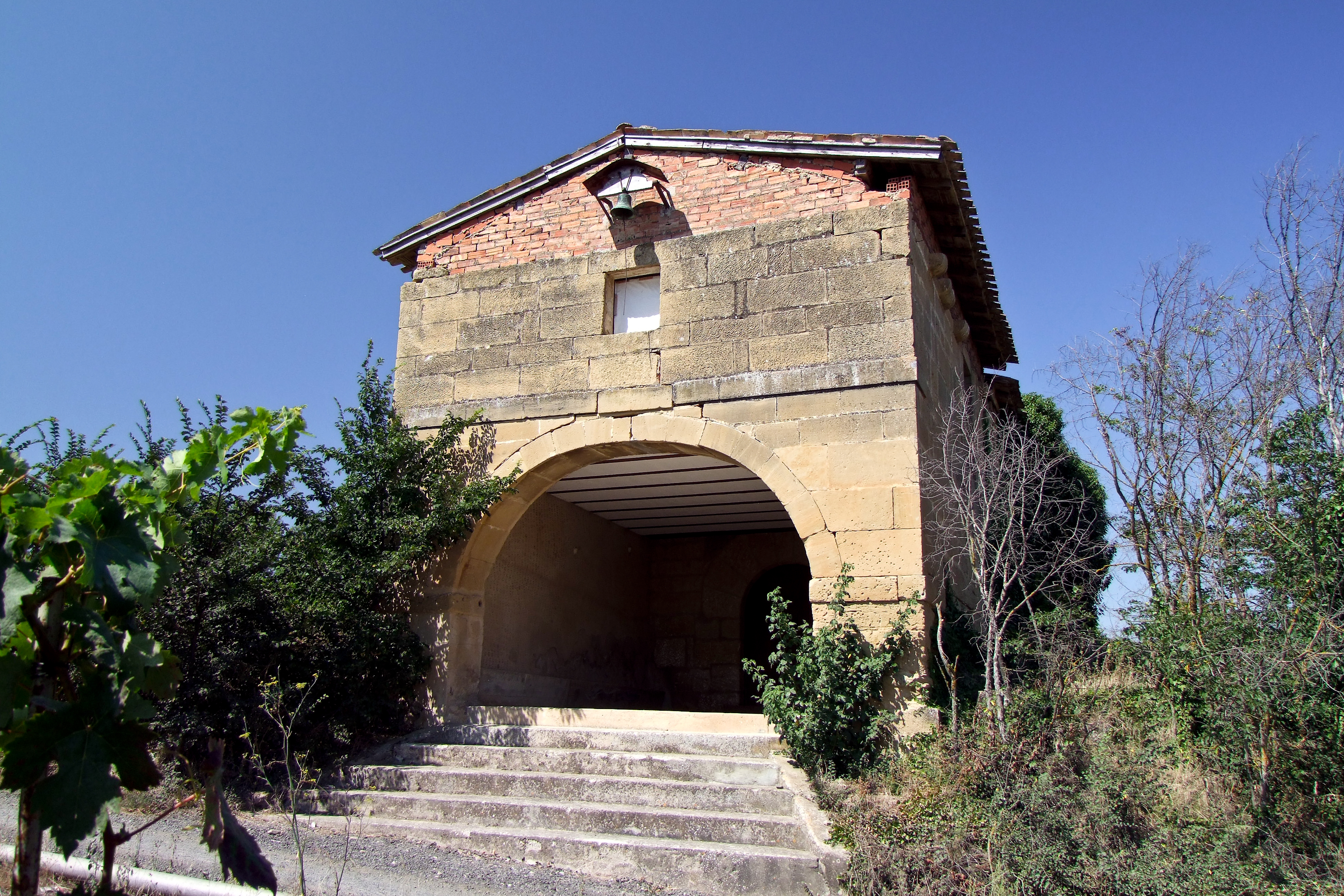
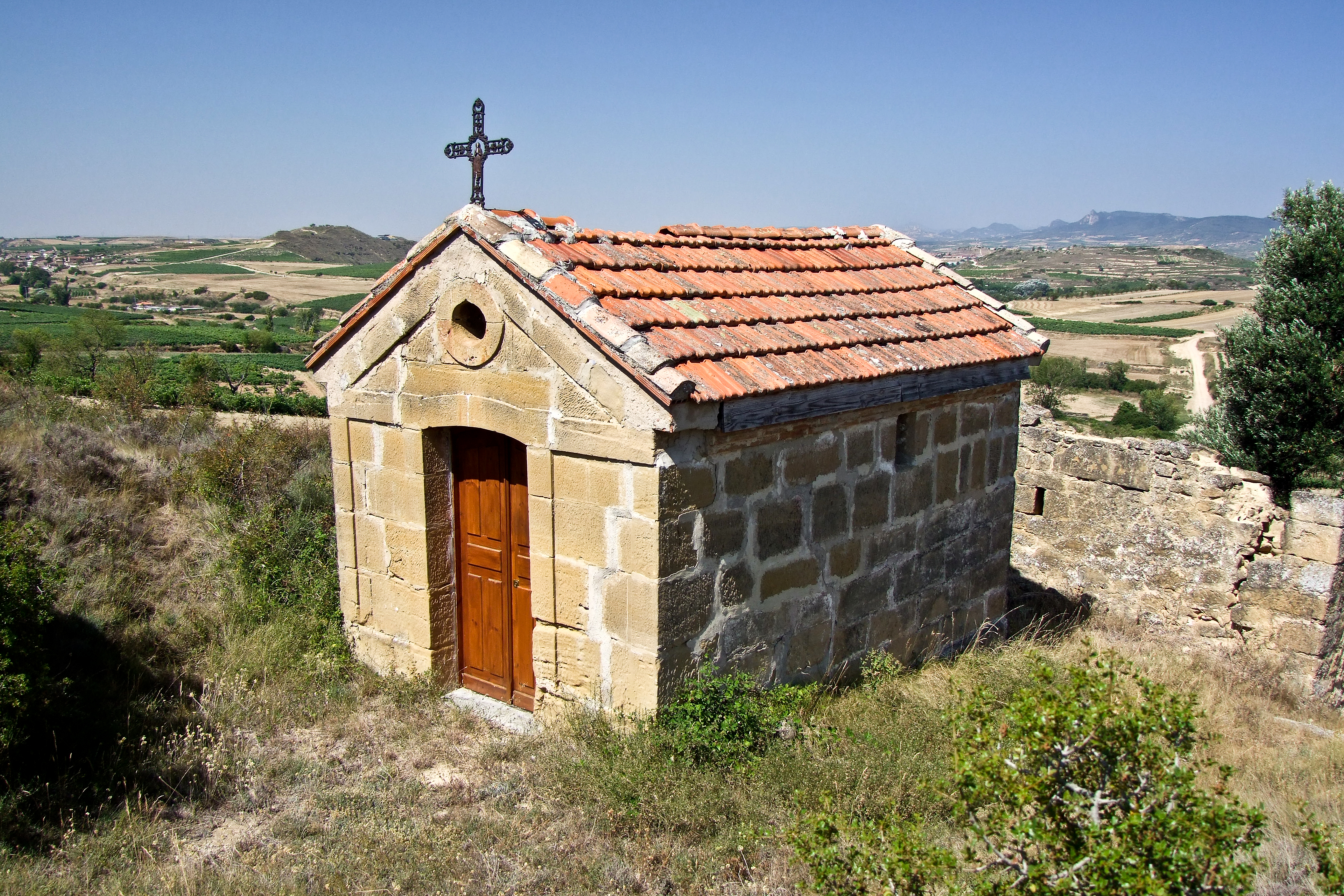

Briones is een gemeente in de Spaanse provincie en regio La Rioja met een oppervlakte van 37,72 km². Briones telt 807 inwoners (1 januari 2016).